# Kristian Blummenfelt
Kristian Blummenfelt né le 14 février 1994 à Bergen est un triathlète norvégien. Il est double champion de Norvège de triathlon, médaillé d'or aux Jeux olympiques d'été de 2020 à Tokyo et champion du monde courte distance en 2021. Il remporte également les championnats du monde Ironman en 2022.

## Biographie

### Jeunesse
Kristian Blummenfelt naît à Bergen en 1994, il a deux sœurs. Il s'essaye sur un triathlon à l'âge de 14 ans, à Ulvenvatnet en Norvège, avant cela, il pratique uniquement la natation en piscine. Ses facilités pendant la compétition sont repérées par le nouveau président de la fédération de Norvège présent à l'Os Triathlon. Il lui donne une liste de compétition à venir, où il peut s'inscrire pour évaluer son niveau en l'encourageant à commencer un entraînement spécifique.

### Carrière en triathlon
Kristian Blummenfelt est sélectionné aux Jeux olympiques de 2016 à Rio de Janeiro, il termine 13e alors qu'il est le premier triathlète norvégien hommes et femmes confondus à participer aux Jeux olympiques. En 2017, il termine trois fois de suite sur la deuxième marche d'un podium des séries mondiales de triathlon, à Montréal le 6 août 2017 derrière Javier Gómez , trois semaines plus tard à Stockholm encore derrière un médaillé olympique cette fois Jonathan Brownlee et enfin il réitère cet exploit à la finale de Rotterdam derrière le vainqueur français Vincent Luis. Il prend ainsi la troisième place des championnats du monde de triathlon courte distance 2017, il en est la révélation de l'année.
Le 28 avril 2018, il fait partie des trois triathlètes norvégiens avec Casper Stornes et Gustav Iden à prendre les trois places du podium masculin de l’étape des Bermudes des WTS. C'est le premier triplé masculin de l'histoire  de cette compétition internationale.
Le 22 novembre 2021, lors de son premier Ironman, il établit une nouvelle référence sur course longue distance et le circuit Ironman en 7 h 21 min 12 s à Cozumel, au Mexique. La distance de la course de Cozumel est toutefois réduite dans sa partie natation et vélo, rendant difficile l'établissement du meilleur temps pour un débutant sur le circuit, le meilleur temps étant attribué jusqu'alors à son compatriote Gustav Iden qui réalise 7 h 42 min 57 s sur la distance complète pour sa première participation sur la distance, lors de l'Ironman Floride.
Le 7 mai 2022, il remporte son premier titre mondial Ironman, à Saint George, aux États-Unis, en 7 h 49 min 16 s (titre mondial 2021 disputé exceptionnellement en 2022 en raison de la pandémie). Il devance le Canadien Lionel Sanders et le Néo-zélandais Braden Currie. Au même endroit la même année, Kristian est champion du monde Ironman 70.3 devant l'américain Ben Kanute et le danois Magnus Ditlev. Le Norvégien termine troisième du championnat du monde Ironman 2022, remporté par son compatriote Gustav Iden devant la révélation française Sam Laidlow.
Le 5 juin 2022, il réalise un temps inférieur à sept heures sur distance ironman, en parcourant la distance en 6 h 44 min 25 s sur la Pho3nix Sub-7 Sub-8. Événement sportif spécifique qui autorise l'aspiration abri et un meneur de cadence sur la partie course à pied contrairement aux compétitions Ironman. Le temps réalisé n'établissant pas un nouveau record sur la distance au regard des règles des triathlons Ironman.

## Palmarès
Le tableau présente les résultats les plus significatifs (podium) obtenus sur le circuit international de triathlon depuis 2013,.
| Année | Compétition                                         | Pays       | Position           | Temps           |
| ----- | --------------------------------------------------- | ---------- | ------------------ | --------------- |
| 2024  | Ironman Francfort                                   | Allemagne  | Médaille d'or      | 7 h 27 min 21 s |
| 2023  | PTO Asian Open                                      | Singapour  | Médaille d'or      | 3 h 20 min 47 s |
| 2022  | Championnats du monde d'Ironman 2022 - Kailua-Kona  | États-Unis | Médaille de bronze | 7 h 43 min 23 s |
| 2022  | Collins Cup                                         | Slovaquie  | Médaille d'or      | 3 h 9 min 18 s  |
| 2022  | Coupe du monde - l'étape de Bergen                  | Norvège    | Médaille d'argent  | 55 min 38 s     |
| 2022  | Championnats du monde d'Ironman 70.3                | États-Unis | Médaille d'or      | 3 h 37 min 12 s |
| 2021  | Championnats du monde d'Ironman 2021 - Saint George | États-Unis | Médaille d'or      | 7 h 49 min 16 s |
| 2021  | Jeux olympiques d'été de 2020                       | Japon      | Médaille d'or      | 1 h 45 min 4 s  |
| 2021  | Championnats du monde - Classement général          |            | Médaille d'or      | 3927 points     |
| 2021  | WTCS Edmonton (finale)                              | Canada     | Médaille d'or      | 1 h 44 min 14 s |
| 2021  | WTCS Yokohama                                       | Japon      | Médaille d'or      | 1 h 42 min 55 s |
| 2021  | Ironman Cozumel                                     | Mexique    | Médaille d'or      | 7 h 21 min 12 s |
| 2021  | Coupe du monde - l'étape de Lisbonne                | Portugal   | Médaille d'or      | 1 h 42 min 33 s |
| 2021  | Clash Daytona                                       | États-Unis | Médaille d'or      | 3 h 8 min 30 s  |
| 2020  | Coupe du monde - l'étape d'Arzachena                | Italie     | Médaille d'argent  | 54 min 28 s     |
| 2020  | Coupe d'Europe - l'étape sprint de Barcelone        | Espagne    | Médaille d'or      | 53 min 53 s     |
| 2019  | WTCS Lausanne (finale)                              | Suisse     | Médaille d'or      | 1 h 50 min 47 s |
| 2018  | WTCS Bermudes                                       | Bermudes   | Médaille d'argent  | 1 h 55 min 8 s  |
| 2018  | WTCS Edmonton                                       | Canada     | Médaille d'argent  | 51 min 18 s     |
| 2018  | WTCS Montréal                                       | Canada     | Médaille d'argent  | 1 h 48 min 2 s  |
| 2017  | Championnats du monde - Classement général          |            | Médaille de bronze | 4281 points     |
| 2017  | WTCS Rotterdam (finale)                             | Pays-Bas   | Médaille d'argent  | 1 h 51 min 28 s |
| 2017  | WTCS Stockholm                                      | Suède      | Médaille d'argent  | 1 h 49 min 28 s |
| 2017  | WTCS Montréal                                       | Canada     | Médaille d'argent  | 1 h 48 min 5 s  |
| 2016  | Grand Prix de triathlon - Étape de Quiberon         | France     | Médaille d'or      | 50 min 28 s     |
| 2016  | Coupe du monde - l'étape de Montréal                | Canada     | Médaille d'or      | 0 h 57 min 29 s |
| 2016  | Coupe du monde - l'étape de Cagliari                | Italie     | Médaille d'or      | 0 h 56 min 0 s  |
| 2016  | Coupe d'Europe - l'étape de Madrid                  | Espagne    | Médaille d'or      | 1 h 53 min 50 s |
| 2015  | Championnat de Norvège                              | Norvège    | Médaille d'or      | 1 h 45 min 15 s |
| 2014  | Coupe d'Europe - l'étape de Loutraki                | Grèce      | Médaille d'or      | 54 min 39 s     |
| 2013  | Championnat de Norvège                              | Norvège    | Médaille d'or      | 1 h 54 min 53 s |

| Année | Nombres | Étapes                  |
| ----- | ------- | ----------------------- |
| 2022  | 1       | du championnat du monde |
| 2019  | 1       | Bahreïn                 |
| 2018  | 1       | Bahreïn                 |
| 2017  | 1       | Bahreïn                 |
| Total | 4       |                         |

| Année | Nombres | Étapes |
| ----- | ------- | ------ |
| 2017  | 1       | Jersey |